# Кіровська сільська рада (Алейський район)
Кі́ровська сільська рада (рос. Кировский сельский совет) — сільське поселення у складі Алейського району Алтайського краю Росії.
Адміністративний центр — село Кіровське.

## Населення
Населення — 657 осіб (2019; 985 в 2010, 1526 у 2002).

## Склад
До складу сільської ради входять:
| Населений пункт           | Населення, осіб (2002) | Населення, осіб (2010) |
| ------------------------- | ---------------------- | ---------------------- |
| Дубровський, селище       | 113                    | 57                     |
| Кіровське, село           | 724                    | 546                    |
| Кондратьєвський, селище   | 201                    | 89                     |
| Краснодубровський, селище | 270                    | 172                    |
| Новонікольський, селище   | 218                    | 121                    |